# 97憲章

97憲章 logo

97憲章，是白俄羅斯呼籲民主的宣言，同時也是白俄羅斯一個人權新聞網站的名稱。此名稱主要是為了呼應1977年捷克人權宣言《77憲章》而來。《97憲章》於1996年白俄羅斯修憲公投時提出，該同名組織並發表聲明：
|  | 以消滅獨裁政權和恢復白俄羅斯民主為原則，願獻身於獨立、自由、民主，尊重人權，聲援群眾。 |

此聲明由白俄羅斯記者，同時也是該組織發言人帕維爾·舍列梅特所發布。

## 推動民主
「97憲章」作為以此宣言為名的人權組織，積極舉辦抗議集會，並提供其他白俄羅斯國內的民間團體，一個舉辦民主運動的跳板；並且整理相關新聞放在同名網站上，供人瀏覽。該網站的總編輯納塔利婭·利迪娜2011年因此獲得總部設在美國的國際新聞組織保護記者委員會頒發國際新聞自由獎，以表彰她捍衛新聞自由的勇氣。

## 重大事件
創辦人身亡
2010年9月3日，此網站創辦人之一的亞歷·別別寧，他的遺體被發現陳屍在其明斯克家中；據白俄羅斯警方的調查報告，亞歷·別別寧為上吊自殺身亡，但是他的朋友拒絕相信當局的說法，表示當時沒有任何跡象顯示別別寧有自殺傾向，且也未留下任何遺書或筆記。
亞歷·別別寧在世時除了是「97憲章」網站創辦人，同時也是2010年白俄羅斯大選反對派候選人安德烈·桑尼科夫的好友和競選活動秘書，對於好友的自殺，安德烈·桑尼科夫表示高度懷疑。亞歷·別別寧的另一位好友德米特里·邦達連科（Dmitry Bandarenko）表示曾看到別別寧的遺體，他指出別別寧的右腳踝嚴重扭傷，且左手，胸部和背部有不明原因的瘀傷。
網站辦公室遭突擊
2010年12月的白俄羅斯大選，原本民調居於領先的反對派領袖安德烈·桑尼科夫最後輸給了人稱「歐洲最後獨裁者」的現任總統盧卡申科，許多民眾上街遊行抗議，指選舉不公，但過程中與國安人員發生衝突，許多人遭逮捕或被打傷。「97憲章」網站的總編輯納塔利婭·利迪娜和工作人員發表了多篇文章，指控國家安全人員的粗暴舉動。
2010年12月10日，白俄羅斯國家安全委員會（前身為克格勃）突擊了「97憲章」辦公室，納塔利婭·利迪娜只來得及在網站上留下：「我們都在克格勃」，即被國安人員帶走。
隨後她被以「組織大規模混亂」的罪名起訴，並面臨15年監禁的刑責，國際特赦組織將她列為良心犯，要求將她釋放直到2011年1月31日，納塔利婭·利迪娜才遭釋放，並在友人的庇護下逃往立陶宛。
2011年12月30日，「97憲章」網站被駭客攻擊，許多檔案遭刪除，並被張貼虛構的新聞。

## 外部連結
- 97憲章網站（页面存档备份，存于）